# فیلم موزهای قاچ‌خورده
فیلم موزهای قاچ شده (به انگلیسی: The Banana Splits Movie) یک فیلم ترسناک کمدی آمریکایی در سال ۲۰۱۹ است که توسط جید الینوف و اسکات توماس و به کارگردانی دانکایا استرازی ساخته شده‌است.
فیلم موزهای قاچ شده در ۱۸ ژوئیه سال ۲۰۱۹ در کامیک کان سن دیگو به نمایش درآمد و در تاریخ ۲۷ اوت سال ۲۰۱۹ توسط برادران وارنر اکران شد.
این فیلم به‌طور کلی نقدهای مثبتی از منتقدان دریافت کرد و در تاریخ ۱۲ اکتبر ۲۰۱۹ برای بخش هالووین از کانال سای فای پخش شد.

## داستان
پسری جوان به نام هارلی می‌باشد که به همراه خانواده‌اش در یک برنامهٔ تلویزیونی شاد و سرگرم‌کننده شرکت می‌کنند. اما به یکباره همه چیز تغییر می‌کند و هارلی به همراه خانواده‌اش باید از دست عروسک‌های خشمگین و مخوف آنجا فرار کنند و جان خود را نجات دهند و…

## بازیگران
- دنی کایند به عنوان بث ویلیامز، مادر هارلی و آستین و همسر میچ
- استیو لوند به عنوان میچ ویلیامز، پدر بیولوژیکی هارلی، ناپدری بی‌روح آستین و همسر دوم بث
- فینلی وجتک هیسنگ به عنوان هارلی ویلیامز، پسر کوچکترین بث و برادر آستین
- رومئو کارر به عنوان آستین ویلیامز، پسر بث و برادر هارلی
- سارا کانینگ به عنوان ربکا، تهیه‌کننده و مدیر صحنه سریال تلویزیونی موزهای قاچ خورده
- اریک بائوزا به عنوان صدای فلیگ
- نالدی مایولا به عنوان پیژ، مجری سریال‌های تلویزیونی موزهای قاچ خورده و عشق آستین.
- ماریا نش به عنوان زو، همکلاسی مدرسه هارلی
- کیروشان نیدو و سلینا مارتین به عنوان تاد و پوپی گلاری
- لیونل نیوتن به عنوان کارل، یک کارگر دیوانه در استودیو
- ریچارد وایت به عنوان استیوی
- لیا ساکس به عنوان پارکر، دختر جاناتان
- کینو لی هکتور به عنوان جاناتان، پدر پارکر
- دانیل فاکس به عنوان اندی، معاون جدید برنامه‌نویسی تفت استودیو
- واش سینگ به عنوان داگ، دستیار پیج و کارورز سریال‌های تلویزیونی موزهای قاچ خورده
- نیکی ربلو به عنوان سال، نگهبان امنیتی تفت استودیو

## تولید
فیلم موزهای قاچ شده حدود ۲۷۹٬۰۰۰ دلار از فروش رسانه‌های خانگی DVD و Blu-ray دریافت کرده‌است.